# Magic : L'Assemblée
Pour les articles homonymes, voir Magic et L'Assemblée.
 (octobre 2017).
 (août 2022).
La mise en forme du texte ne suit pas les recommandations de Wikipédia : il faut le « wikifier ».
Les points d'amélioration suivants sont les cas les plus fréquents. Le détail des points à revoir est peut-être précisé sur la page de discussion.
- Les titres sont pré-formatés par le logiciel. Ils ne sont ni en capitales, ni en gras.
- Le texte ne doit pas être écrit en capitales (les noms de famille non plus), ni en gras, ni en italique, ni en « petit »…
- Le gras n'est utilisé que pour surligner le titre de l'article dans l'introduction, une seule fois.
- L'italique est rarement utilisé : mots en langue étrangère, titres d'œuvres, noms de bateaux, etc.
- Les citations ne sont pas en italique mais en corps de texte normal. Elles sont entourées par des guillemets français : « et ».
- Les listes à puces sont à éviter, des paragraphes rédigés étant largement préférés. Les tableaux sont à réserver à la présentation de données structurées (résultats, etc.).
- Les appels de note de bas de page (petits chiffres en exposant, introduits par l'outil «  Source ») sont à placer entre la fin de phrase et le point final[comme ça].
- Les liens internes (vers d'autres articles de Wikipédia) sont à choisir avec parcimonie. Créez des liens vers des articles approfondissant le sujet. Les termes génériques sans rapport avec le sujet sont à éviter, ainsi que les répétitions de liens vers un même terme.
- Les liens externes sont à placer uniquement dans une section « Liens externes », à la fin de l'article. Ces liens sont à choisir avec parcimonie suivant les règles définies. Si un lien sert de source à l'article, son insertion dans le texte est à faire par les notes de bas de page.
- La présentation des références doit suivre les conventions bibliographiques. Il est recommandé d'utiliser les modèles {{Ouvrage}}, {{Chapitre}}, {{Article}}, {{Lien web}} et/ou {{Bibliographie}}. Le mode d'édition visuel peut mettre en forme automatiquement les références.
- Insérer une infobox (cadre d'informations à droite) n'est pas obligatoire pour parachever la mise en page.

Pour une aide détaillée, merci de consulter Aide:Wikification.
Si vous pensez que ces points ont été résolus, vous pouvez retirer ce bandeau et améliorer la mise en forme d'un autre article.
 (août 2024).
Magic : L'Assemblée (Magic: The Gathering en anglais) est un jeu de cartes à jouer et à collectionner inventé par Richard Garfield en 1993.
Ce jeu se distingue des jeux de cartes traditionnels par le fait qu'il existe plus de 50 000 cartes différentes avec lesquelles chaque joueur doit construire son propre paquet de cartes, appelé deck en français européenou en acheter un préconstruit dans une boutique de jeu. Régulièrement, de nouvelles éditions, avec de nouvelles règles voient le jour. Certaines cartes sont interdites dans certains formats de jeu. Le jeu conserve sa mécanique, mais dans une perpétuelle évolution.
Chaque carte possède des capacités diverses (actions possibles, puissance, contraintes). Les cartes sont classées parmi quatre types de raretés (rares mythiques, rares, peu communes ou unco pour «uncommon», communes). Les cartes sont vendues, par thématiques (decks pré-construits), par pochettes semi-aléatoires (Booster (cartes)), ou dans des éditions spéciales (Duel Decks, Event Decks…).
Les joueurs jouent avec un deck de 40, 60 ou 100 cartes en fonction du format de jeu. La majorité des formats impose un minimum de 60 cartes.

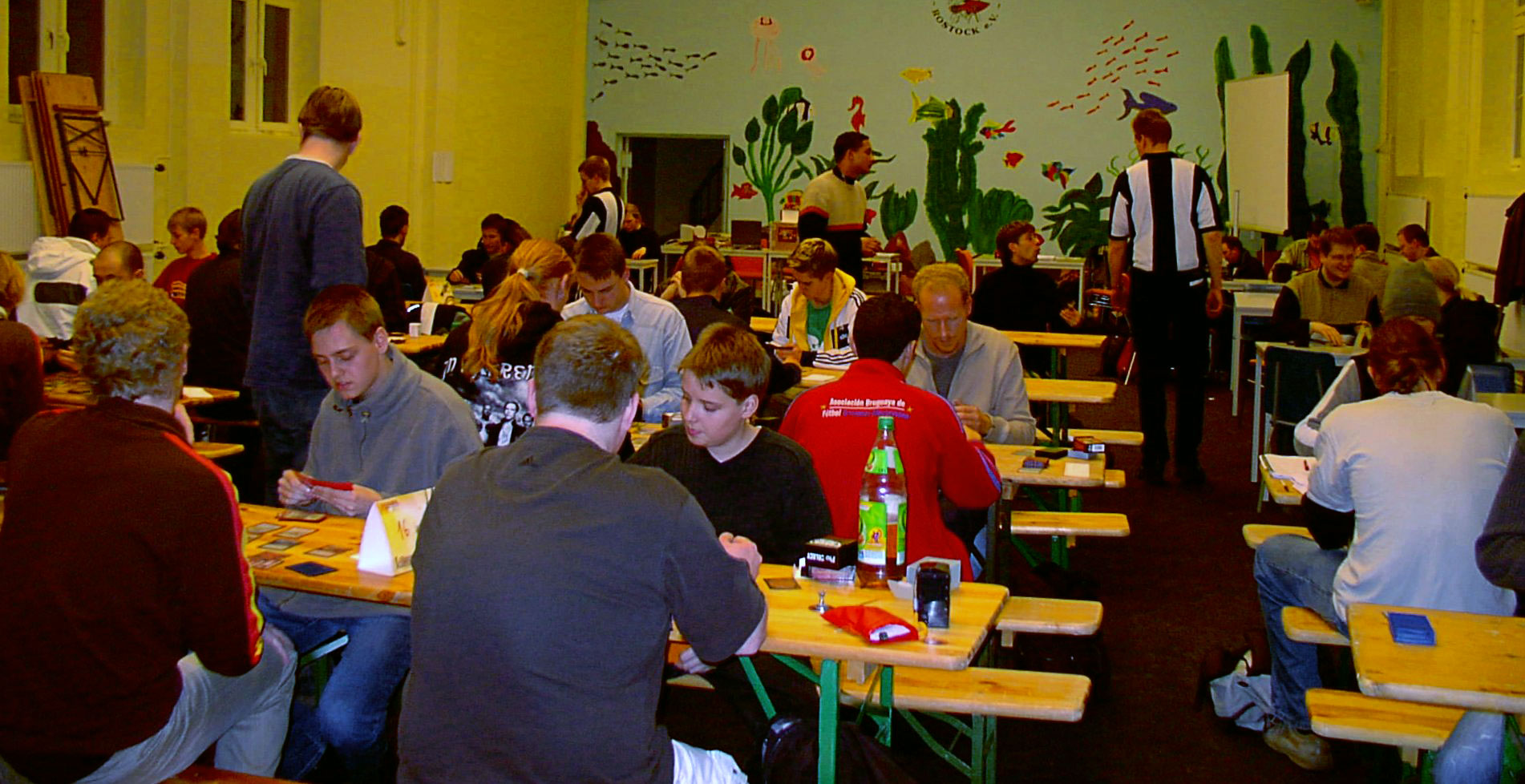
Un tournoi se déroulant à Rostock, Allemagne. Les arbitres portent ici une chemise rayée.

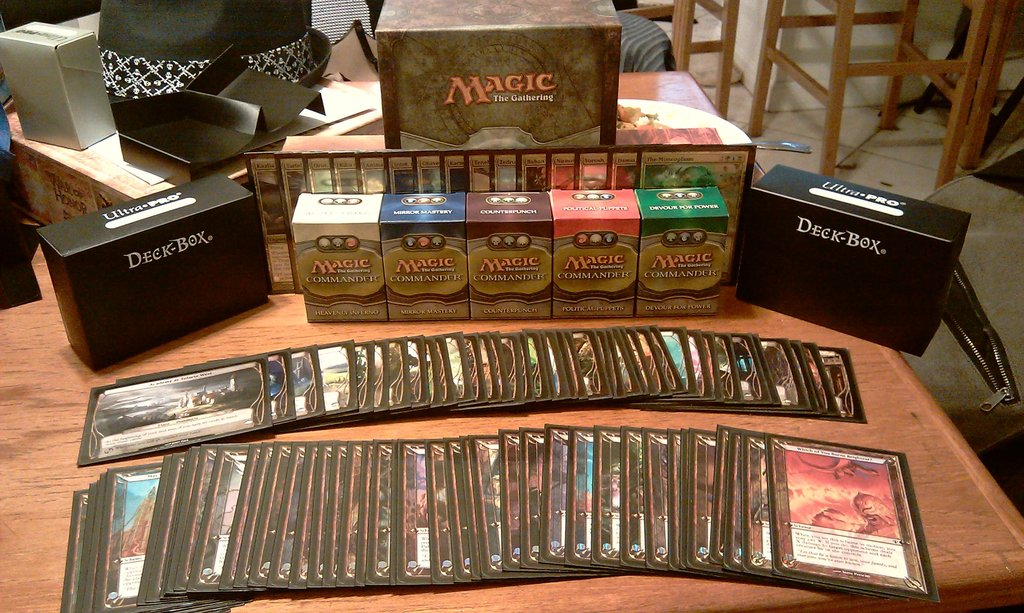
Collection de cartes Magic

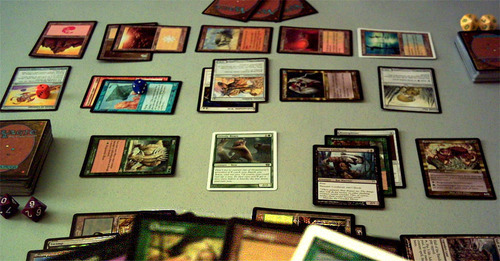
Cartes Magic

L'éditeur, Wizards of the Coast, publie chaque année de nouvelles éditions destinées à enrichir le jeu à travers de nouvelles mécaniques. Il existe aussi des éditions dédiées uniquement aux parties « fun », interdites en tournoi et ayant des effets inhabituels.
Des tournois régionaux, nationaux et mondiaux sont dotés de prix et s'appuient sur un réseau de magasins partenaires.

Depuis la sortie du jeu Magic The Gathering Arena en 2019, une majeure partie des tournois se déroulent maintenant en ligne. Ce passage du papier dit tabletop, au numérique ou Online s'est accéléré pendant la pandémie de Covid-19, obligeant les tournois à se jouer à distance. Wizards of the Coast tente maintenant de faire passer son jeu dans l'ère de l'Esport,.

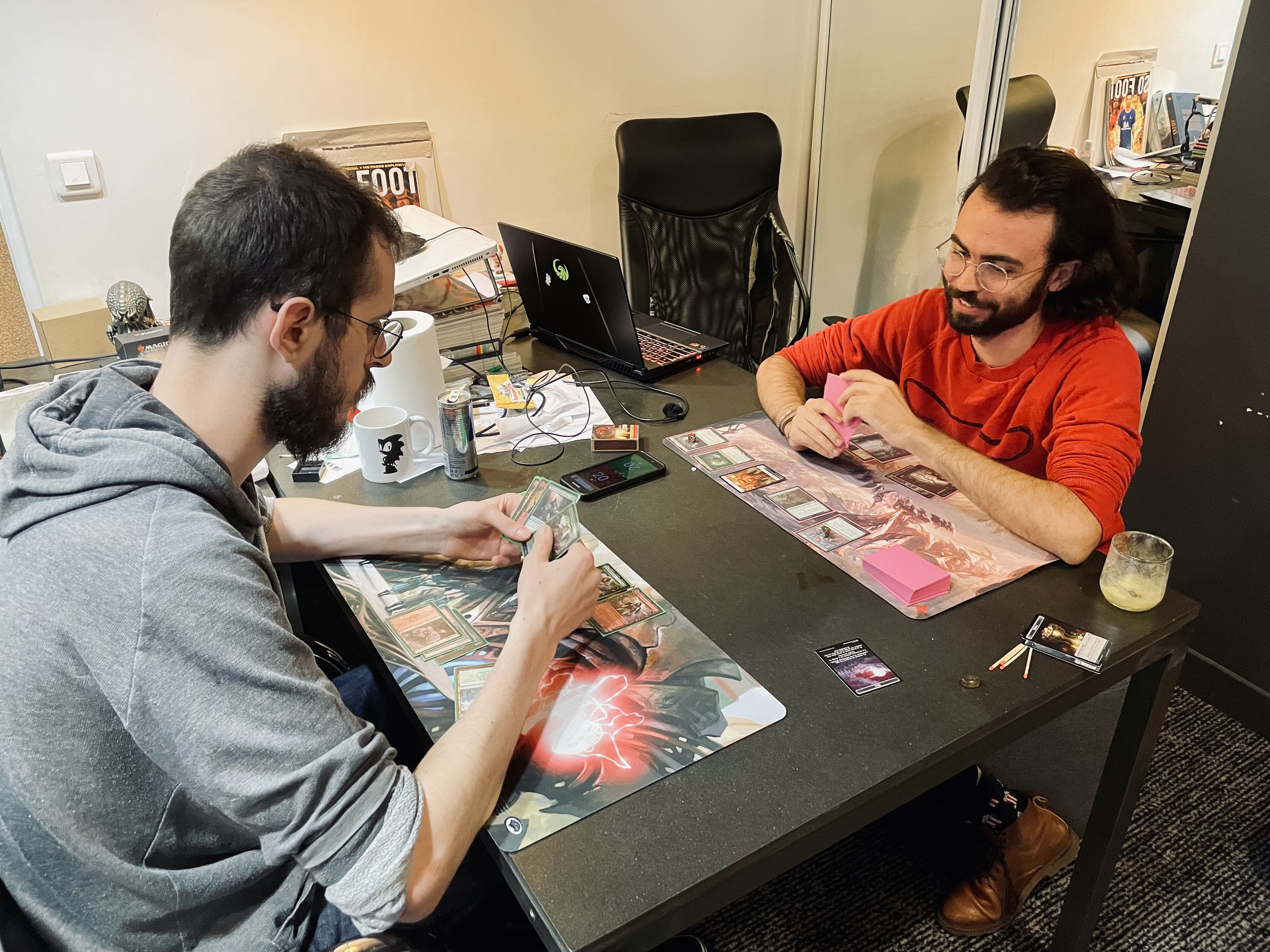
Tournoi amical de Magic en Winston Draft

## Fonctionnement du jeu

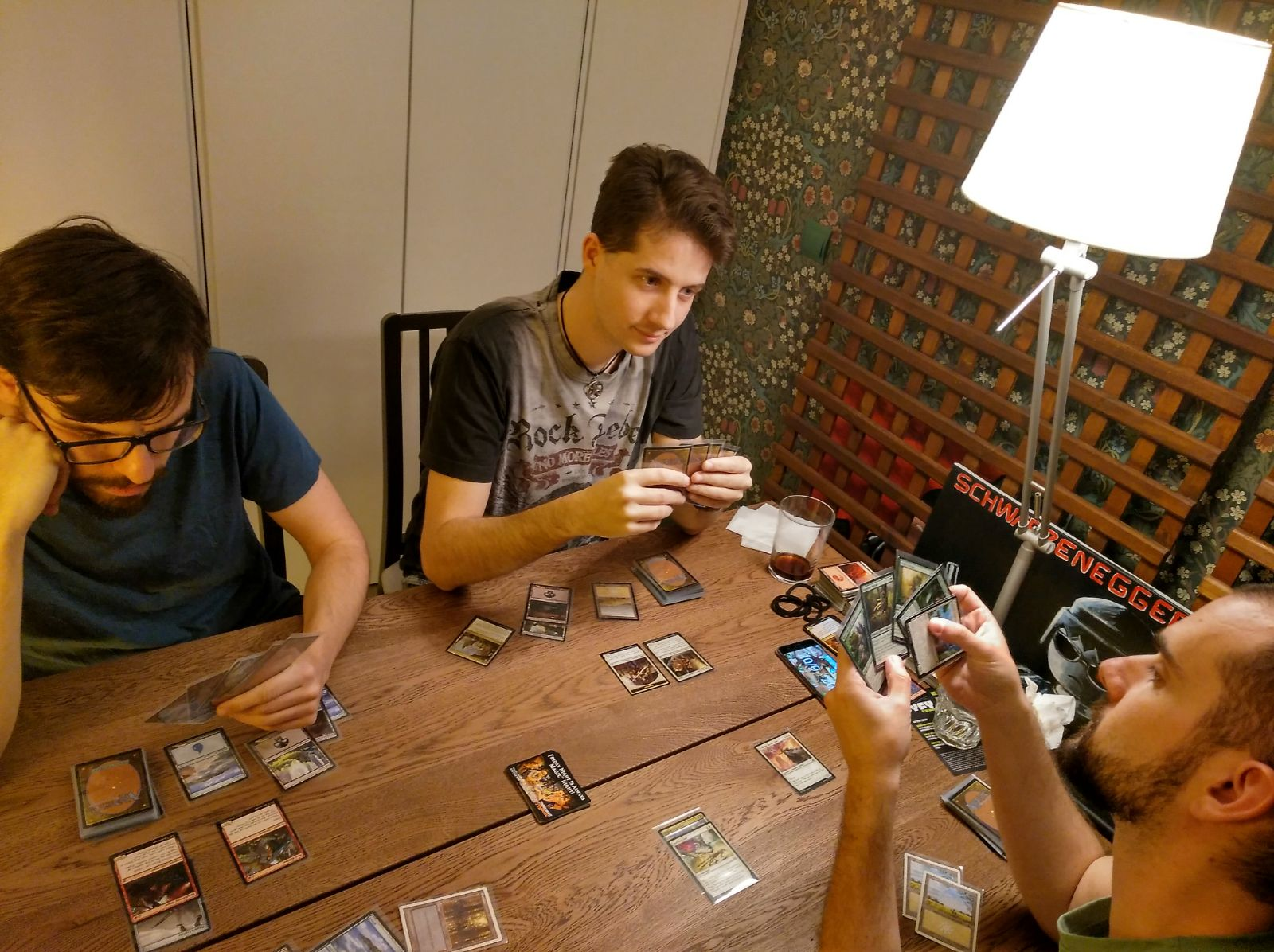
Un groupe de joueurs en compétition dans le mode « draft ».

Chaque joueur commence la partie avec 20 points de vie, et mélange son deck, qui constitue alors sa bibliothèque. Le but est de faire perdre son adversaire, en général en réduisant ses points de vie à zéro. On peut[style à revoir] également gagner si son adversaire doit piocher une carte alors qu'il n'a plus de carte dans sa bibliothèque ou s'il a dix marqueurs poison (des compteurs que certaines cartes mettent sur les joueurs). De plus, certaines cartes peuvent indiquer qu'un joueur gagne ou perd la partie s'il remplit leurs conditions. Chaque joueur commence la partie avec une main de sept cartes (mis à part dans certaines variantes).
En règle générale un match se joue en deux manches gagnantes. Hors variante, il y a deux grandes catégories de cartes : les terrains et les sorts. Les terrains fournissent le mana (énergie magique) nécessaire pour lancer les sorts. Il faut en général engager (tourner à 90°) les terrains pour leur faire produire du mana. Si le mana produit n'est pas utilisé, il disparaît à la fin de chaque étape ou phase du tour. On ne peut[style à revoir] jouer qu'un seul terrain à chacun de ses tours. Les sorts représentent les rituels, éphémères, enchantements, créatures, artefacts, ou planeswalkers que le joueur invoque. La grande majorité des sorts ont un coût de mana, qui détermine combien il faut de mana pour les lancer (quelques très rares sorts n'ont pas de coût de mana, ce qui est différent d'un coût de mana de 0, on ne peut[style à revoir] donc pas les lancer normalement mais ils proposent d'autres manières de s'en servir).
Magic : L'Assemblée comporte un grand nombre de règles : les Comprehensive Rules ou règles complètes comptent environ 300 pages[source insuffisante], car chaque extension comprend des règles additionnelles qui ne concernent souvent que les cartes de cette extension. De plus, la sortie de nouvelles cartes peut obliger les concepteurs à modifier les anciennes règles. Cependant, la connaissance des règles de base suffit pour débuter et pour gérer la grande majorité des situations de jeu, les règles complètes permettant de gérer des situations de jeu plus complexes, et contenant de plus des règles qui ne concernent que des cartes de certaines extensions. La grande quantité de cartes, ainsi que les nombreuses règles font de ce jeu l'un des plus complexes.

### Les cinq couleurs de magie
- Si vous ne connaissez pas le sujet, laissez ce bandeau (vous pouvez alors contacter les auteurs).
- Si vous supprimez le contenu mis en cause (vous pouvez préalablement contacter les auteurs),

argumentez précisément cette suppression dans la page de discussion
(un manque de référence n'est pas un argument ; une recherche réelle de référence doit avoir été effectuée, être formellement documentée).
Les cartes de Magic : L'Assemblée se répartissent en cinq grandes catégories de couleurs représentées par le mana. Chacune de ces couleurs a deux alliés et deux ennemis naturels,.
- Si vous ne connaissez pas le sujet, laissez ce bandeau (vous pouvez alors contacter les auteurs).
- Si vous supprimez le contenu mis en cause (vous pouvez préalablement contacter les auteurs),

argumentez précisément cette suppression dans la page de discussion
(un manque de référence n'est pas un argument ; une recherche réelle de référence doit avoir été effectuée, être formellement documentée).

Le pentagone des couleurs de mana de Magic : L'Assemblée, tel qu'il figure au dos des cartes.

Dissection de tous les éléments composant une carte magic, traduction de l'image de l'utilisateur Auguel

« Sort » et « permanent » ne sont pas des types de cartes vis-à-vis des règles.

#### Sort
Hors variante et hormis les terrains, toutes les cartes sont jouées en tant que sort. Une fois le sort résolu (si le sort peut faire effet) une carte d'éphémère ou de rituel se retrouvera au cimetière, et toute autre carte se retrouvera sur le champ de bataille (en jeu), en tant que permanent.

#### Permanent
Un permanent est une carte qui une fois jouée reste sur le champ de bataille de façon permanente, jusqu'à ce qu'un sort, un effet ou une règle lui fasse quitter le jeu : par exemple, une créature qui a reçu des blessures supérieures ou égales à son endurance, ou un planeswalker qui n'a plus de marqueur loyauté. Les terrains, créatures, planeswalkers, enchantements artefacts et batailles sont des cartes de permanents.

#### Terrain
Un terrain est une carte de permanent, qui n'est pas jouée en tant que sort. La plupart du temps, en jeu, il produit du mana en s'engageant. Il n'est possible de jouer qu'un seul terrain par tour et uniquement durant son propre tour. Les terrains les plus connus sont ceux dits « de base » (plaine, île, marais, montagne, forêt, ainsi que lande). Ce sont les seules cartes de Magic dont le nombre est illimité dans un deck (à l'exception de leurs versions enneigées apparues seulement dans certaines éditions, et de rares cartes où le contraire est spécifiquement indiqué). En effet, les autres cartes sont limitées à quatre exemplaires par jeu (mais en tournoi, certaines cartes peuvent être interdites ou restreintes à un seul exemplaire).

#### Créature
Une créature est une carte disposant de deux nombres indiquant sa « force » et son « endurance ». La force représente les blessures que la créature peut infliger en combat. L'endurance représente la quantité de blessures qu'il faut lui infliger en un tour pour la détruire. Une créature dite « 4/3 » (prononcé « quatre trois »), par exemple, peut infliger 4 blessures, et doit subir au minimum trois blessures pour être détruite. Ces caractéristiques font que les créatures peuvent lors du tour de leur propriétaire attaquer l'adversaire ou l'un de ses planeswalkers. Elles permettent également de se protéger des créatures adverses en les bloquant lorsque ces dernières attaquent. Les créatures peuvent attaquer l'adversaire ou ses planeswalkers pendant la phase de combat. Elles peuvent être bloquées par les créatures de l'adversaire. Si une créature attaquante n'est pas bloquée, elle inflige autant de blessures à l'entité qu'elle attaque (joueur ou planeswalker) que sa force. Si presque toutes les créatures peuvent attaquer, toutes ne sont pas conçues pour : certaines ont une force nulle, d'autres ont la capacité « Défenseur » qui interdit à la créature d'attaquer. D'autres enfin sont surtout intéressantes pour leurs effets soit statiques (continus), soit déclenchés à certaines conditions, ou activables, qu'elles apportent en jeu. Il y a même certaines créatures dont les capacités font qu'elles sont en général utilisées dans d'autres zones. En principe une créature ne peut pas attaquer le tour où elle arrive en jeu, et certaines de ses capacités ne peuvent être jouées avant le prochain tour de son contrôleur. Qui plus est une créature ayant attaqué doit être engagée (sauf si dotée de la « Vigilance »), et ne peut donc bloquer au tour suivant.

#### Enchantement

Carte d'enchantement Magic the gathering

C'est une carte qui en tant que permanent possède des effets divers pouvant être soit activés par le propriétaire ou par une condition soit statiques, affectant le jeu en continu. Certains enchantements sont appelés auras et s'attachent à un objet (en général un permanent) ou à un joueur afin de produire des effets sur celui-ci. Il existe une catégorie d'enchantements intitulée « Enchantements du monde ». Tout autre Enchantement du monde posé en jeu, même différent du premier, détruit celui qui était déjà en jeu.

#### Éphémère
Un éphémère est un sort joué généralement depuis la main à presque n'importe quel moment du jeu, y compris pendant le tour de l'adversaire. Un éphémère ne peut être un permanent (un permanent éphémère est une permanent ayant le flash)

#### Rituel
Un rituel est semblable à un éphémère, mais n'est jouable que pendant son propre tour lors d'une phase principale.

#### Artefact
Carte le plus souvent incolore. Les artefacts représentent souvent des machines ou des objets qui pourraient avoir été manufacturés. Certains artefacts sont des équipements. Ils sont joués comme les autres artefacts, mais peuvent être attachés à une créature, en général pour lui donner un bonus.

#### Planeswalker ou Arpenteur
Ce type de carte est apparu avec le bloc Lorwyn en 2007. Un planeswalker arrive sur le champ de bataille avec un nombre de marqueurs loyauté particulier, imprimé en bas à droite de la carte. Il a généralement trois capacités nécessitant un coût d'activation payé en retirant ou ajoutant des marqueurs loyauté au planeswalker. Ces capacités se jouent à tout moment où son contrôleur pourrait jouer un rituel, et une seule peut être activée par tour par planeswalker. Comme les joueurs, les planeswalkers peuvent être attaqués par les créatures, si bien qu'à la déclaration des attaquants, il convient de préciser quelles créatures attaquent l'adversaire et quelles créatures attaquent un planeswalker (plusieurs planeswalker peuvent être attaqués par différentes créatures). Chaque blessure infligée à un planeswalker lui retire un marqueur loyauté. De plus, si un planeswalker n'a plus de marqueur loyauté sur lui, il est mis au cimetière. Les planeswalkers sont des permanents légendaires, et sont donc soumis à la règle des légendes (cf infra). Certains planeswalkers ont comme « capacité » la pose d'un emblème. Cet emblème est placé dans zone de commandement et ne peut pas être détruit, ni ciblé, ni exilé. Lorsqu'il est présent, il le reste donc jusqu'à la fin de la partie. Aucune interaction avec lui n'est possible.

#### Bataille
Ce type de carte est apparu dans l'extension L'Invasion des Machines en 2023. Il s'agit de carte double-face dont la face recto est une bataille et la face verso peut avoir n'importe quel type. Quand une bataille arrive sur le champ de bataille, le joueur qui l'a lancé choisi un autre joueur pour en être le défenseur. Une bataille arrive sur le champ de bataille avec un nombre de marqueurs défense particulier, imprimé en bas à droite de la carte. Les batailles peuvent être attaquées, comme les planeswalkers. Lorsqu'une bataille entraîne des blessures (de combat ou d'une autre manière), elle perd un nombre de marqueurs défense identique au nombre de blessures. Chaque bataille a un effet d'arrivée en jeu et lorsqu'une bataille n'a plus de marqueur défense, son contrôleur l'exile et la lance face verso gratuitement depuis l'exil. Pour l'instant, il n'existe qu'un seul sous-type de bataille appelé siège mais l'équipe de développement se laisse la possibilité d'en créer de nouveaux.

#### de Clan
Ce type permet de donner un sous-type de créature à des cartes non-créatures. Il n'existe aucune carte ayant seulement le type de Clan. Bien que ce type ne fonctionne pas comme les autres types, il est considéré par les règles comme un type de carte à part entière (par exemple « Éphémère de clan : changeforme »). Ce type n'apparaît que dans un nombre très réduit d'extensions. Auparavant, ce type de carte était appelé "tribal".

#### Sur-types de cartes
Il existe quelques sur-types. Ces sur-types sont imprimés à côté du type de la carte. Si le type ou le sous-type d'un objet change, ses sur-types sont toujours conservés. De plus, si un objet acquiert un sur-type, il conserve ses anciens sur-types (ce n'est pas le cas en général si un objet acquiert un type ou un sous-type). Voici les sur-types existants dans le jeu :

##### De base
Ce sur-type s'applique à certains terrains. Un terrain avec le sur-type « de base » est un terrain de base. Un terrain qui n’a pas ce sur-type est un terrain non-base, même s’il a un type de terrain de base. Le sur-type « de base » n’était pas imprimé sur les cartes des extensions antérieures à la Huitième Édition (2003). Les cartes suivantes provenant de ces extensions sont des terrains de base et ont reçu un erratum : Forêt, Île, Montagne, Plaine, Marais, Forêt enneigée, Île enneigée, Montagne enneigée, Plaine enneigée et Marais enneigé. Un deck peut contenir n'importe quel nombre d'exemplaires d'un même terrain de base (alors qu'il ne peut contenir qu'au plus quatre exemplaires d'une carte qui n'est pas un terrain de base dans le format dit « construit »)

##### Neigeux/neigeuse
Ce sur-type interagit avec d'autres cartes. Avant l'extension Souffle Glaciaire (2006), ce sur-type ne s'appliquait qu'aux terrains de base et se nommait « enneigé ». Les terrains neigeux peuvent être des terrains de base, et donc se trouver en n'importe quel nombre d'exemplaires dans un même deck en format dit « construit ».

##### Légendaire
Ce sur-type est la plupart du temps présent sur des cartes de permanents. Ce sur-type caractérise le plus souvent des permanents puissants en relation avec l'histoire sous-jacente d'une édition. Il peut s'agir de personnages (créatures), de lieux (terrains), d'objets (artefacts) ou d'enchantements. Les permanents légendaires se caractérisent par une règle spécifique qui stipule que deux permanents légendaires du même nom contrôlés par un même joueur ne peuvent être présents simultanément sur le champ de bataille. Ainsi quand deux permanents légendaires (ou plus) avec le même nom sont sur le champ de bataille contrôlés par un même joueur, ce joueur en choisit un et l'autre (ou les autres) est mis dans le cimetière de son propriétaire. Cette « règle des légendes » est appelée une action basée sur un état. L'édition Legends (1994), le bloc Kamigawa (2004) et l'édition Dominaria (2018) se démarquent par une abondance de permanents légendaires ; on peut citer parmi les plus célèbres Kokusho l'Étoile du soir, Isamaur, Chien de Konda, ou la Jitte d'Umezawa. La règle des légendes a subi plusieurs modifications. Une première en 2004 à la sortie du bloc Kamigawa et une dernière en 2013 à la sortie de Magic 2014. Il y a également des rituels et éphémères légendaires. Ils ne peuvent être lancés que si leur contrôleur contrôle une créature légendaire ou un planeswalker légendaire.

##### Du monde
« Du monde » est un sur-type de permanent. À la différence de la règle des légendes, qui ne tient compte que des permanents contrôlés par un même joueur, et qui demande que les permanents aient le même nom et qui permet de choisir celui qui reste, la « règle du monde » dit que si un enchantement du monde arrive sur le champ de bataille, tous les autres enchantements du monde vont au cimetière. Les permanents « du monde » n'ont pas besoin d'avoir le même nom : il suffit que deux permanents « du monde » soient sur le champ de bataille pour que le plus ancien soit mis dans le cimetière de son propriétaire. C'est un mécanisme qui date de l'édition Legends, réutilisé dans quelques anciennes extensions. L'enchantement du monde le plus célèbre est probablement Nether Void.

#### Sous-types de cartes
Les cartes peuvent également avoir ce qu'on appelle[style à revoir] des sous-types, en plus de leurs types. Les sous-types sont tous associés à un ou plusieurs types. Voilà l'ensemble des sous-types et leurs effets particuliers :

##### Sous-types de créatures
Aussi appelés types de créature, ils sont très nombreux et n'ont aucune règle associée. Par exemple, un oiseau n'a pas forcément la capacité « vol ».
Une créature peut avoir plusieurs sous-types.
Une grande partie des cartes ont subi un errata sur leurs types de créatures, il est donc fort probable que le type inscrit sur une carte d'une ancienne extension ne soit pas le bon type de créature. Par exemple, la carte Ali Baba a pour type Ali Baba, alors que son type a été changé par la suite en « humain et gredin».

##### Sous-types des sorts tribaux
Ils sont les mêmes que les sous-types de créatures.

##### Sous-types d'artefacts
- Équipement ; joués et arrivent en jeu exactement comme n'importe quel artefact mais peuvent être attachés par la suite à une créature contrôlée par le même joueur, nécessitant un coût propre à chaque carte d'équipement.
- Véhicule ; ces artefacts ont une capacité appelée pilotage qui leur permet de devenir des créatures si on engage une ou plusieurs créatures d'un total de force atteignant au minimum un certain montant.
- Indice ; artefacts n'existant que sous forme de jetons au même nom, créés via la capacité Enquêter. Les jetons Indice permettent de piocher une carte, en payant deux manas et en sacrifiant le jeton
- Fortification ; fonctionnant selon le même principe que les équipements, les fortifications s'attachent à la place à un terrain. Seule la carte Garnison de sombracier possède actuellement ce sous-type.
- Appareil ; existant selon les règles, mais ce type n'existe que sur des cartes funs. La carte Patron fouaillevapeur est la seule carte sérieuse à en faire mention.
- Indice, nourriture, or et trésor ; sous-type que l'on retrouve le plus souvent sur des jetons.

##### Sous-types de terrains
Ils sont peu fréquents. Mis à part les types de terrains de base, qui donnent la capacité de produire le mana correspondant (une plaine produit du mana blanc, une île du mana bleu...), ils n'ont pas de règles associées. Les autres sous-types de terrains sont : désert, porte, repaire, site, mine, centrale énergétique, tour, et d’Urza.

##### Sous-types d'enchantements
- Aura est le sous-type d'enchantement le plus fréquent. Les auras ne peuvent arriver sur le champ de bataille qu'en étant attachées à un objet ayant certaines caractéristiques ou un joueur (en général, elles sont attachées à un permanent sur le champ de bataille). Ces auras disent ce qu'ils peuvent « enchanter » dans leur texte. Par exemple, « enchanter : créature » signifie que l'aura peut être attachée à une créature en jeu. S'il n'y a pas d'objet ou joueur légal à enchanter quand une aura arrive en jeu en ayant été lancée en tant que sort, ou si l'aura ne peut plus être attachée à ce qu'elle enchante (par exemple, quand le permanent enchanté n'est plus sur le champ de bataille), elle est mise dans le cimetière de son propriétaire. Les anciennes cartes de type Enchanter Créature ont eu l'attribution d'un erratum pour devenir Aura, avec la nouvelle capacité « Enchanter : créature ».
- Saga : apparaît dans l'édition Dominaria. Les sagas proposent des effets à réaliser à chaque tour, et on doit les sacrifier après le dernier effet.
- Reliquaire, malédiction et cartouche sont les trois autres sous-types d'enchantement existant. Ils n'ont aucune règle particulière, mais certains effets tiennent compte de ces sous-types.

##### Sous-types communs aux éphémères et aux rituel
- Arcane, introduit par le bloc Kamigawa. Ce sous-type ne fait rien par lui-même mais certains effets interagissent avec les arcanes.
- Piège : introduit avec le bloc Zendikar. Les cartes qui le portent ont des effets qui réduisent leur coût si un joueur a effectué une action particulière le tour où on les joue. Bien que considérée par les règles comme étant commun aux rituels et aux éphémères, le bloc Zendikar ne comporte aucun rituel possédant ce sous-type.
- Aventure : sous-type que l'on trouve sur certaines cartes de créature que l'on peut jouer comme des éphémères ou des rituels, et qu'on peut rejouer ensuite comme des créatures.

##### Sous-types de planeswalkers
Les planeswalkers ont un type de planeswalker qui permet de créer plusieurs versions d'un même planeswalker. Par exemple, Jace est un type de planeswalker, et plusieurs cartes de planeswalkers ont ce type. Certains effets s'intéressent aux types de planeswalkers.

### Les différentes zones

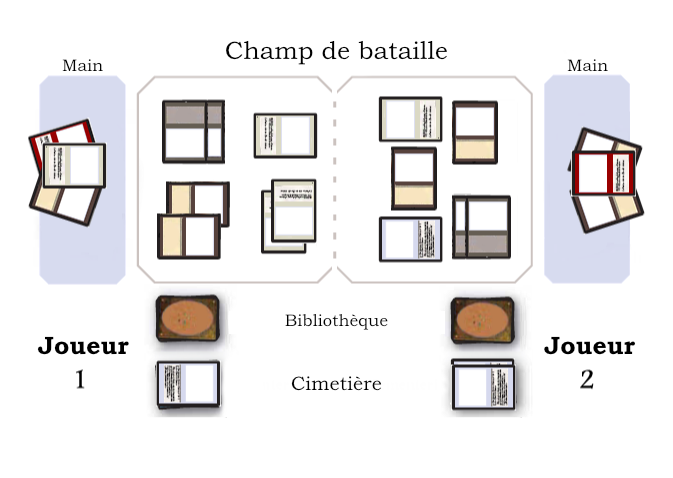
Les différentes zones de Magic the Gathering, traduit depuis cette image

Tout endroit où peut se trouver une carte pendant une partie est une zone. Ainsi la table de jeu est divisée en plusieurs zones :
- la bibliothèque est la zone où sont les cartes du joueur, l'endroit d'où il les pioche. Les cartes de la bibliothèque sont empilées face cachée et l'ordre de la bibliothèque ne peut normalement pas être modifié[21] ;
- la main est la zone où sont les cartes que le joueur peut jouer, et est généralement cachée de l'adversaire[22] ;
- le champ de bataille est la zone où sont tous les permanents. Cette zone s'appelait « En jeu » avant l'édition Magic 2010 (parue en juillet 2009). Les joueurs peuvent disposer leurs cartes sur le champ de bataille comme ils veulent, tant que chaque joueur peut voir chaque carte et sous le contrôle de quel joueur est chacune des cartes. Cette zone est partagée par les joueurs[23] ;
- le cimetière est la zone où vont les permanents qui ont été détruits et les sorts qui ne sont pas des sorts de permanent qui ont fait leurs effets. Dans un jeu de cartes classique, ce serait la défausse. Les cartes y sont normalement empilées. En général, on ne peut pas en changer l'ordre, mais dans les formats de tournois qui n'autorisent pas les anciennes éditions, cela est autorisé. Les cartes de cette zone peuvent être vues par tous les joueurs ;
- la pile est la zone par laquelle passent tous les sorts et capacités qui sont joués (sauf exceptions). Elle est régie par le principe dernier entré, premier sorti : le dernier sort ou capacité mis sur la pile sera le premier à se résoudre. La pile contient des cartes mais aussi des objets « virtuels » comme des capacités. Il s'agit d'une zone partagée par les joueurs, qui souvent n'est pas matérialisée dans la pratique (on se contente de poser les cartes sur la table)[24] ;
- l’exil est une zone où sont envoyées des cartes de manière permanente ou provisoire, parfois en lien avec les capacités d'autres cartes. Suivant l'effet qui met une carte en exil, celle-ci peut être face visible ou face cachée. Les joueurs peuvent arranger les cartes exilées qu'ils possèdent comme ils le souhaitent, mais ils doivent distinguer celles qui peuvent revenir, ou qui sont liées à une capacité d'une autre carte. Auparavant, cette zone était appelée zone retirée de la partie. Cette zone est partagée par les joueurs[25] ;
- la zone de commandement est apparue avec Magic 2011 et sert à accueillir les généraux dans le format « Commander » (appelé EDH jusqu'à son inclusion au sein des règles officielles) et des cartes non traditionnelles dans certaines autres variantes conviviales (« Archenemy », « Vanguard », « Conspiracy » et « Planechase »), ainsi que les emblèmes - des compteurs ayant un effet continu et générés par certaines cartes de planeswalkers telles que Elspeth, chevalière errante[26],[27] ;
- la mise est une zone dans laquelle étaient placées les cartes misées par les joueurs. Au début du jeu, chaque joueur mettait une carte au hasard de son deck dans la mise avant la partie, et le vainqueur prenait toutes les cartes. Maintenant, la mise n'est plus utilisée à Magic, étant considérée comme simple variante optionnelle[28] ;
- la réserve ou sideboard n'est pas une zone à proprement parler. C'est une annexe au deck qui contient au plus quinze cartes (sauf dans les formats limités) et permet d'adapter son deck à celui de l'adversaire entre les manches en remplaçant les cartes du deck original par celles placées dès le début de la partie dans la « réserve », ou simplement en en ajoutant au deck à partir de la réserve. La réserve est considérée comme étant en dehors de la partie, ce qui permet d'aller chercher des cartes de sa réserve entre autres avec les célèbres souhaits de l'extension Jugement[29].

Chaque joueur dispose de son propre exemplaire de la main, de la bibliothèque et du cimetière (ainsi que de la réserve). Les autres zones sont partagées par tous les joueurs. En outre, les mains et les bibliothèques sont des zones cachées, ce qui signifie que tous les joueurs ne peuvent pas regarder les cartes qui s'y trouvent (chaque joueur peut regarder sa propre main).

#### Phase de début
Étape de dégagement : beaucoup de permanents ne peuvent être utilisés qu'une fois par tour et doivent être « engagés » (tournés de 90° sur la droite) au moment où ils sont utilisés, afin de montrer qu'ils ne sont plus utilisables pour l'instant. Pendant l'étape de dégagement, le joueur actif doit « dégager » (remettre en position droite) tous les permanents qu'il contrôle. Aucun joueur ne peut jouer quoi que ce soit pendant cette étape.
Étape d'entretien : certaines capacités se déclenchent au début de cette étape. Elle permet aux joueurs de jouer des éphémères et des capacités activées avant l'étape de pioche.
Étape de pioche : le joueur actif pioche une carte, puis les joueurs peuvent jouer des éphémères et des capacités activées.

#### Première phase principale
Uniquement pendant une phase principale, et si la pile est vide, le joueur actif peut jouer un terrain (il est interdit de jouer plus d'un terrain par tour). Il en va de même pour les sorts de permanent et de rituel. Les cartes éphémères et les capacités activées peuvent être jouées à n'importe quel moment, par n'importe quel joueur.

#### Phase de combat
Étape de début du combat : les joueurs peuvent jouer des éphémères et des capacités activées.
Étape de déclaration des attaquants : le joueur actif déclare les créatures attaquantes et désigne quel joueur ou planeswalker chacune attaque, puis les joueurs peuvent jouer des éphémères et des capacités activées.
Étape de déclaration des bloqueurs : le joueur défenseur déclare comment il bloque, puis les joueurs peuvent jouer des éphémères et des capacités activées.
Étape des blessures de combat : pendant cette étape, les créatures assignent puis infligent leurs blessures de combat. Si au moins une créature attaquante ou bloqueuse a l'initiative ou la double initiative (deux capacités que peuvent avoir les créatures), seules les créatures avec l'initiative ou la double initiative infligent des blessures, et les créatures devant ainsi être mises au cimetière le sont. Puis, au lieu de passer à l'étape de fin de combat, il y a une nouvelle étape des blessures de combat au cours de laquelle les créatures qui n'ont pas été détruites et qui n'ont pas infligé de blessure, ainsi que les créatures avec la double initiative, infligent leurs blessures. En résumé, les créatures avec l'initiative infligeront leurs blessures avant les créatures normales, et les créatures avec la double initiative infligeront leurs blessures deux fois. Les créatures devant être mises au cimetière le sont, puis les joueurs peuvent jouer des éphémères et des capacités activées.
Étape de fin de combat : les joueurs peuvent jouer des éphémères et des capacités activées. Lorsque cette étape se termine, toutes les créatures et planeswalkers sont retirés du combat.

#### Phase de fin
Étape de fin de tour : les capacités déclenchées « au début de l'étape de fin » sont mises en pile puis les joueurs peuvent jouer des éphémères et des capacités activées.
Étape de nettoyage : si la main du joueur actif contient plus de cartes que sa taille de main maximale (normalement sept), celui-ci doit se défausser jusqu’à n’avoir plus qu’un nombre de cartes égal à sa taille de main maximale. Les blessures de tous les permanents sont retirées, et les effets « jusqu'à la fin du tour » et « ce tour-ci » cessent. Sauf exception, aucun joueur ne peut jouer quoi que ce soit pendant cette étape.
Ensuite, le joueur suivant commence son tour.
Avant Magic 2010, à la fin de chaque phase, si un joueur possédait du mana inutilisé dans sa réserve, la réserve se vidait et il perdait autant de points de vie : ce mécanisme portait le nom de « brûlure de mana ». Depuis Magic 2010, la réserve se vide à la fois à la fin de chaque phase, mais aussi à la fin de chaque étape. En contrepartie, le vidage de ces réserves n'occasionne plus de blessure (les « brûlures de mana » n'existent plus).

### Capacités
De nombreuses cartes ont des capacités qui peuvent avantager la carte par rapport à d'autres ou, plus rarement, la désavantager. Certaines capacités peuvent bousculer le cours de la partie, d'autres, plus communes, sont souvent répétées sur un grand nombre de cartes et sont donc remplacées par un mot-clé. On les appelle les capacités mot-clé. Il y a actuellement (juillet 2019) 135 capacités mot-clé, mais seule une vingtaine sont très courantes et peuvent se retrouver dans toutes les extensions.

#### Liste des capacités mot-clé les plus rencontrées

##### Célérité
Une créature avec la célérité peut attaquer le tour où elle arrive sur le champ de bataille et ses capacités activées peuvent toutes être activées. (Exemple : Gobelin Enragé).

##### Contact mortel
Si une source (en général une créature) avec le contact mortel inflige une ou des blessures à une créature, cette créature est détruite (Exemple : Iguanar Toxique).

##### Défense talismanique
Un permanent avec la défense talismanique ne peut pas être la cible de sorts ou de capacités contrôlés par des adversaires de son contrôleur (Exemple : Ascète Troll).

##### Défenseur
Une créature avec le défenseur ne peut pas attaquer. Les créatures avec le défenseur ont souvent le type de créature mur. D'ailleurs, avant l'extension Guerriers de Kamigawa (2004), la capacité défenseur n'existait pas et il y avait une règle qui empêchait aux murs d'attaquer.

##### Enchanter
La capacité des auras qui leur permet de s'attacher à un objet ou à un joueur.

##### Équipement
La capacité des équipements qui leur permet d'être attaché à une créature.

##### Flash
La carte peut être jouée à tout moment où un éphémère pourrait être joué (Exemple : Croisé Céleste ).

##### Furtivité
Une créature avec la furtivité ne peut se faire bloquer que par une créature ayant une force inférieure à la sienne.

##### Indestructible
Un permanent indestructible ne peut pas être détruit. Il peut par contre être mis au cimetière pour d'autres raisons (sacrifice, règle des légendes, endurance nulle...) ou envoyé dans une autre zone (exil, main de son propriétaire).

##### Initiative
Une créature ayant l'initiative voit ses dégâts infligés avant les créatures dénuées d'initiative ou de double initiative, lors de la résolution des blessures.

##### Double initiative
Une créature avec la double initiative inflige ses blessures de combat deux fois : une fois en même temps que les créatures dotées de l'initiative (voir ci-dessus) et une deuxième fois en même temps que les autres créatures (Exemple : Croisé Mirran).

##### Lien de vie
Si une source avec le lien de vie inflige des blessures, son contrôleur gagne autant de points de vie (Exemple : Ange Pourfendeur).

##### Menace
Une créature avec la menace ne peut être bloquée que par deux créatures ou plus. Cette capacité apparaît comme telle à partir de l'édition Magic : Origines.

##### Piétinement
Si une créature avec le piétinement attribue suffisamment de blessures de combat à ses bloqueurs pour les détruire, son contrôleur peut faire qu'elle attribue le reste de ses blessures au joueur défenseur ou au planeswalker attaqué (Exemple : Colosse de Sombracier).

##### Portée
Une créature qui possède la portée peut bloquer les créatures ayant la capacité "vol". (Exemple : Archers d'Ezuri).

##### Protection
Un permanent avec la protection contre une qualité (le plus souvent une couleur) ne peut pas être ciblé par des sorts ou capacités ayant cette qualité, subir de blessures de sources ayant cette qualité, être enchanté ou équipé par des auras/équipements qui ont cette qualité. Si le permanent est une créature, il ne peut pas être bloqué par des créatures ayant cette qualité.

##### Prouesse
À chaque fois que son contrôleur lance un sort non créature, une créature avec la prouesse gagne +1/+1 jusqu'à la fin du tour.

##### Vigilance
Attaquer ne fait pas s'engager une créature dotée de la vigilance. (Exemple : Faucon du Zéphyr).

##### Vol
Une créature avec le vol ne peut être bloquée qu'avec des créatures qui ont le vol ou la portée (Exemple : Ange de Serra).

##### Carence
Une créature avec la carence est incolore malgré la couleur du mana requis pour la jouer (souvent des landes). (Exemple : Interminable)

##### Ingestion
À chaque fois qu'une créature avec l'ingestion inflige des blessures de combat à un joueur, elle exile la première carte de sa bibliothèque. ( Exemple : intrus des brumes)

##### Émeute
Une créature avec l'émeute entre en jeu avec soit a célérité, soit un marqueur +1/+1. (bête ravageuse)
Les capacités suivantes ne sont plus systématiquement présentes sur les cartes les plus récentes, mais apparaissent sur de nombreuses cartes.

##### Traversée des terrains
Il s'agit d'un terme générique qui regroupe la traversée des terrains ayant une certaine qualité (en général, un sous-type, comme dans traversée des îles, traversée des forêts...). Une créature attaquante avec la traversée des terrains ayant une certaine qualité ne peut pas être bloquée si le joueur défenseur contrôle un terrain ayant cette qualité.

##### Peur
Une créature avec la peur ne peut pas être bloquée, sauf par des créatures noires ou des créatures-artefacts.

##### Linceul
Un permanent avec le linceul ne peut pas être ciblé par des sorts ou des capacités. Contrairement à la défense talismanique, le permanent ne peut pas être ciblé par des sorts ou des capacités contrôlés par son contrôleur.

##### Recyclage
On peut se défausser d'une carte avec le recyclage pour piocher une carte.

### Oracle
À mesure que de nouvelles cartes sont éditées et que les règles sont modifiées en conséquence, le texte de certaines cartes doit régulièrement être modifié. Le texte Oracle d'une carte est le texte de référence, qui fait foi lors d'une partie. Chaque carte doit être jouée comme si elle avait son texte Oracle imprimé.
Le site Gatherer permet de connaître la dernière version officielle des cartes de Magic : l'Assemblée.

## Les éditions
Wizards of the Coast a édité la plupart du temps ses cartes sous la forme de « sets de base » et de « sets d'extension ». Les éditions de sets de base contiennent des cartes récurrentes et souvent éditées, servant de base au jeu. Les sets d'extension étendent le jeu en ajoutant des nouvelles cartes aux sets de base.
À partir d'Ère Glaciaire et jusqu'à La Bataille de Zendikar, les éditions sont en principe regroupées en blocs (ou cycles) de trois éditions : une grosse édition « stand alone » de plus de 300 cartes, suivie de deux petites extensions de moins de 200 cartes, qui gardent les thèmes introduits dans la grosse édition « stand alone ». L'édition « stand alone » de chaque bloc paraît en automne de chaque année, les deux petites éditions suivantes paraissant en début d'année et au printemps de l'année suivante.
Cependant, depuis la sortie de Lorwyn, les dates de sortie des éditions ont été quelque peu changées. En effet, pour 2008, il y eut deux blocs d'une extension « stand alone » suivie chacune d'une seule petite extension. À partir de l'automne 2015, les blocs qui sortent ne sont chacun composés que de deux sets, et il n'y a plus de nouvelle édition de base automatiquement proposée chaque année. Chaque année voit alors la sortie de deux blocs, en principe constitué d'une édition « stand alone » et d'une édition plus petite chacun.
Le 12 juin 2017 Wizards of the Coast annonce un nouveau changement de modèle, désormais le concept de deux blocs disparaît au profit du modèle dit « trois + un ». Trois sets sortiront chaque année, ils pourront ou non se passer sur le même plan mais auront des mécaniques et des ambiances propres, le quatrième set à sortir n'étant autre que, de nouveau une édition de base annuelle. Ce nouveau changement vient des difficultés rencontrées par les petites extensions en particulier au niveau du format Draft. De plus la disparition de l'édition de base a rendu difficile la réédition d'anciennes cartes dans les nouveaux blocs car les cartes que Wizards of the Coast souhaitait rééditer n'allaient pas toujours avec l'ambiance du bloc.
Il existe depuis la sortie de Ixalan, le 29 septembre 2017, 76 éditions « normales » différentes plus dix-huit éditions de base, soit 26 blocs (six blocs de deux éditions dont un incomplet, et dix-neuf blocs de trois éditions) ; à cela il faut ajouter les éditions Arabian Nights, Antiquities, Legends, The Dark, Fallen Empires, Terres Natales qui existaient avant le concept de bloc. Il y a en plus de nombreux tirages spéciaux de rééditions (Duel Decks, éditions Renaissance, Pégase, From the Vault...) et des cartes promotionnelles hors éditions (même si Wizards of the Coast a décidé de ne plus en faire, à cause de la rareté de ces cartes), ainsi que des éditions vouées à une variante particulière, telles que Planechase, Archenemy, Commander, et Conspiracy entre autres, et même les trois éditions parodiques Unglued, Unhinged Unstable et Unfinity.

### Les éditions en partenariat avec d'autres licences
Depuis la sortie des éditions spéciales Secret Lair, Wizards of the Coast a développé des produits Magic: The Gathering avec d'autres licences connues :
- Stranger Things (2021) : Lots de cartes spéciales sorties via l'offre Secret Lair.
- MSCHF (2021) : Secret Lair
- Arcane, Série issue de League Of Legends (2021) : Secret Lair
- Street Fighter (2022) : Secret Lair
- Warhammer 40000 (2022) : Decks pré-construits format Commander.
- Fortnite (2022) : Secret Lair
- Le Seigneur des Anneaux (2023) : Édition complète et Decks format Commander.
- Jurassic World (2023)
- Doctor Who (2023)
- Fallout (2024)
- Assassin's Creed (2024)
- Marvel Comics (2024): Secret Lair avec Captain America, Iron Man, Wolverine ou encore Black Panther
- Cowboy Bebop (2024)
- Bob l'éponge (2025)
- Final Fantasy (2025)
- Sonic (2025)
- Spider-Man (2025)

Si la plupart de ces produits sont commercialisés dans l'Univers Infinis (aussi appelé Universes Beyond) comme des éditions complètes (Final Fantasy, LOTR), d'autres ne sont que des sorties spéciales de quelques cartes (Sonic, Cowboy Bebop).

## L'aspect collection

### Les cartes à cote élevée
Les cartes suivantes sont mythiques, au vu de leur puissance disproportionnée dans le jeu et de leur valeur marchande très élevée (de l'ordre de quelques milliers d'euros pour le Black Lotus). Ce sont les « spoilers » (cartes dégénérées) les plus connus du jeu, qu'on appelle p. 9 pour « Power Nine ». Ces neuf cartes sont bannies de tous les formats de tournois excepté le Type 1 dans lequel elles sont restreintes à un seul exemplaire par deck :
- Le « Black Lotus »[39] est une carte d'artefact qui ne coûte aucun mana à lancer et permet de produire trois manas de la couleur désirée en l’engageant et en le sacrifiant. Sa rareté (jamais rééditée depuis les premières éditions en 1993), sa puissance, et sa renommée expliquent son prix très élevé (7000 à 150 000 selon les éditions et l'état).
- Les « Mox » (un de chaque couleur) :
  - « Pearl » (blanc)[40]
  - « Sapphire » (bleu)[41]
  - « Jet » (noir)[42]
  - « Ruby » (rouge)[43]
  - « Emerald » (vert)[44]
- « Time Walk »[45]
- « Ancestral Recall »[46]
- « Time Twister »[47] : cette carte n'est pour certains plus comptée dans le p. 9 car très peu jouée dans les tournois et nettement moins puissante (en termes d'avantage généré) comparée au reste du p. 9 ; on parle alors de p. 8.

Dans les autres cartes très bien cotées, on peut également citer :
- « Library of Alexandria »[48]
- « Bazaar of Baghdad »[49]
- « Mishra's Workshop »[50]
- « Berserk »[51]
- « Fork »[52]
- « Mana Drain »[53]
- « Sol Ring »[54]
- « Balance »[55]

D'autres cartes célèbres comme le Juzam Djinn ou The Abyss gardent une valeur pécuniaire importante malgré la désaffection des joueurs de tournois. Les cartes de planeswalker sont également très prisées, avec notamment « Jace, le sculpteur de l'esprit », dont la côte particulière s'élève à environ 100 et 1 000 euros en premium (voir ci-dessous).

### Les cartes Premium ou Foil
À partir de l'édition L'Héritage d'Urza en février 1999, une petite proportion des cartes fournies dans les boosters sont brillantes, au contraire de leurs alter-egos classiques, qui sont mates. Elles sont appelées cartes Premium (ou « foil »). À l'origine, une étoile filante figurait également sur le bas des cartes premium, ce qui fut par la suite abandonné. Ces cartes ont généralement une valeur monétaire plus élevée (plus ou moins multipliée par deux) du fait de leur rareté supérieure, mais n'ont aucune valeur ajoutée du point de vue ludique (la seule exception étant la carte Super Secret tech sortie en Unhinged, qui a un effet sur les cartes premium, mais qui n'est pas jouable en tournoi).
En tournoi, il peut être interdit d'utiliser dans un même deck cartes premium et non-premium, car ces premières ont tendance à gondoler et peuvent être distinguées des cartes classiques.

## Les tirages limités
De plus, certaines cartes ont eu droit à un tirage extrêmement réduit, comme la 1996 World Champion, qui n'existe qu'en un seul exemplaire au monde et qui, comme son nom l'indique, a été donné au champion du monde de Magic de l'année 1996 (carte vendue en 2004 par son propriétaire à un collectionneur privé pour 15 000 euros)[source secondaire souhaitée]. D'autres cartes ont été créées à des occasions très spéciales (une de ces cartes demandait la main du joueur d'en face, spécialement conçue pour le mariage de Richard Garfield et une autre, Splendid Genesis, carte verte représentant une main adulte dont le petit doigt est tenu par une main de bébé, était en fait le faire-part de naissance de sa fille), et sont de ce fait rarissimes[source secondaire souhaitée].
En 2023, lors de l'extension sur le thème du Seigneur des anneaux, une carte écrite en tengwar représentant l'anneau unique est tirée en unique exemplaire, et placée dans un booster anglophone. Dès l'annonce, des avis de recherche à plusieurs centaines de milliers de dollars sont émis. La carte est trouvée début août 2023 par un collectionneur américain, Brook Trafton, qui la vend au rappeur Post Malone, qui est aussi un fan de Magic, pour deux millions de dollars. 
En 2025, l'extension Final Fantasy relance la chasse aux éditions limitées. La carte Chocobo voyageur est une carte de créature de rareté Mythique. Dans les boosters collector et les Gift Bundle, il est possible de trouver des chocobos de différentes couleurs : jaune, rose, bleu, vert (disponible dans toutes les langues mais avec le texte en anglais) et même noir (texte en japonais). Mais une dernière version sérialisée attire les collectionneurs : le Chocobo doré. Limitée à 77 exemplaires numérotés, la carte est entièrement dorée, traitée et sans bordure. Ces cartes ne se trouvent que dans les versions anglaises des boosters collector et des Gift Bundle. Si les estimations fluctuent, la carte est estimée à plusieurs dizaines de milliers d'euros. Les numéros particuliers comme la carte 1/77 ou 77/77 ou les autres numéros ayant des significations particulières peuvent voir leur cote augmenter. 

## L'univers du jeu
- Si vous ne connaissez pas le sujet, laissez ce bandeau (vous pouvez alors contacter les auteurs).
- Si vous supprimez le contenu mis en cause (vous pouvez préalablement contacter les auteurs),

argumentez précisément cette suppression dans la page de discussion
(un manque de référence n'est pas un argument ; une recherche réelle de référence doit avoir été effectuée, être formellement documentée).
Le jeu Magic : l'assemblée se déroule dans un monde imaginaire de fantasy appelé le « Multivers ». Le Multivers se compose d'une infinité de mondes appelés « plans », qui évoluent dans un néant nommé les « Éternités Aveugles ». En principe, seuls certains grands sorciers appelés les « planeswalkers » ou « arpenteurs » (littéralement « marcheurs des plans ») peuvent passer d'un plan à un autre, ce qui n'est pas sans danger pour le voyageur. Voici une liste de quelques exemples de plans :
- Alara
- Amonkhet
- Bloomburrow
- Dominaria (le premier plan décrit par les extensions du jeu et le plus détaillé à ce jour)
- Eldraine
- Gobakhan (pas d'édition officielle mais c'est le plan d'origine du planeswalker Teyo Verada (war of the spark : Ravnica))
- Ikoria
- Innistrad
- Ixalan
- Kaladesh
- Kaldheim
- Kamigawa
- Kephalai
- Lorwyn/Sombrelande (Lorwyn existant sous deux aspects)
- Mercadia
- Mirrodin/Nouvelle Phyrexia (créé artificiellement par Karn, qui l'avait nommé Argentum ; ensuite sous domination des Phyrexians)
- Phyrexia (plan créé artificiellement)
- Rabiah
- Rajh (plan créé artificiellement)
- Ravnica
- Regatha
- Shandalar
- Tarkir
- Theros
- Vryn
- Zendikar

Dans l'extension Arabian Night, ainsi que dans Portal: Three Kingdoms, le monde où l'action se situe est la Terre. Ce sont les deux seules extensions mettant en scène des lieux de légendes et des personnages réels et fictifs ; appartenant à l'histoire réelle. Le monde d'Arabian Nights a depuis été intégré au Multivers sous le nom de Rabiah, un plan très proche de l'univers des contes des Mille et Une Nuits. Portal: Three Kingdoms, en revanche, ne fait pas partie de l'univers du jeu : cette extension met en scène les événements d'un roman chinois médiéval, l'Histoire des Trois Royaumes.
Du point de vue de l'histoire, Dominaria était le plan sur lequel l'action se déroulait le plus souvent des débuts de Magic jusqu'à la sortie de Mirrodin. L'histoire s'est depuis centrée sur un plan différent d'un bloc à un autre, avec des retours à un plan précédemment visité possibles (Les cicatrices de Mirrodin, Retour sur Ravnica, La bataille de Zendikar et Ténèbres sur Innistrad).
Depuis les événements situés pendant le bloc Spirale temporelle, les planeswalkers existant (ainsi que ceux ultérieurs) se sont retrouvés bien moins puissants, et ne sont plus immortels (en termes de vieillissement), mais beaucoup plus d'êtres dans le Multivers sont depuis dotés de « l'étincelle » (une fois cette dernière « éveillée », un être en étant doté est capable d'arpenter les plans, et est donc un planeswalker). Hormis le bloc Lorwyn - Sombrelande qui a introduit les cartes de planeswalkers, l'histoire de Magic : L'assemblée est depuis centrée sur des événements se déroulant sur un plan différent à chaque bloc, mais également sur les actions de planeswalkers, sans qu'aucun ne soit systématiquement le personnage principal de l'histoire générale du jeu, du fait notamment que l'on ne retrouve pas les mêmes personnages d'un plan à un autre, et de leur particularité à voyager comme bon leur semble au sein du Multivers. Cette dernière facette a été changée depuis Magic : Origines. En effet, Wizards a alors annoncé des changements au niveau de la disponibilité au public de l'histoire de Magic, ainsi que le fait de centrer pour les prochains bloc à venir les histoires sur les cinq planeswalkers suivants : Gideon, Jace, Liliana, Chandra, et Nissa.
À partir du Bloc La bataille de Zendikar, Wizards of the Coast a décidé de publier avec l'éditeur Viz LLC des Artbooks de 240 pages montrant la conception des « plans » de leur extensions, leurs particularités et histoires. Ces Artbooks ont donc une quantité de textes importante pour des artbooks, c'est pour cela qu'à partir de novembre 2016 ces artbooks ont commencé à être traduits par les éditions Huginn Muninn.
| Nom VF                         | Date de sortie VF | ISBN français        | Nom VO                                      | Date de sortie VO | ISBN VO              |
| ------------------------------ | ----------------- | -------------------- | ------------------------------------------- | ----------------- | -------------------- |
| Tout l'art de Magic, Zendikar  | 10 novembre 2016  | (ISBN 9782364804937) | The Art of Magic: The Gathering - Zendikar  | 19 janvier 2016   | (ISBN 9781421582498) |
| Tout l'art de Magic, Innistrad | 15 septembre 2017 | (ISBN 9782364805439) | The Art of Magic: The Gathering - Innistrad | 19 juillet 2016   | (ISBN 9781421587806) |
| Tout l'art de Magic, Kaladesh  | Inconnus          | Inconnus             | The Art of Magic: The Gathering - Kaladesh  | 17 janvier 2017   | (ISBN 9781421590509) |
| Tout l'art de Magic, Amonkhet  | Inconnus          | Inconnus             | The Art of Magic: The Gathering - Amonkhet  | 18 juillet 2017   | (ISBN 9781421595115) |
| Tout l'art de Magic, Ixalan    | Inconnus          | Inconnus             | The Art of Magic: The Gathering - Ixalan    | Janvier 2018      | Inconnu              |

## Formats de jeu

### Formats de tournoi
Afin de diversifier les tournois de Magic (et de promouvoir les dernières extensions sorties), Wizards of the Coast a créé différents types de formats basés sur le choix des éditions et la restriction de certaines cartes.
Il existe ainsi les formats suivants :

#### Vintage
Anciennement appelé « Type 1 », il permet d'utiliser les cartes les plus anciennes (et les plus rares). Le Type 1 est composé de toutes les éditions, exceptées celles dites « fun » (Unglued, Unhinged, Unstable et Unfinity). De moins en moins joué, ce format perd du terrain dans le cœur des joueurs sur le Legacy, moins coûteux.

#### Legacy
Anciennement appelé « Type 1.5 ». Proche du Vintage, il est cependant très différent du point de vue des jeux joués. Il autorise toutes les éditions mais est plus limitatif : les cartes plus puissantes sont interdites et non plus limitées à un exemplaire unique. Le Legacy est composé de toutes les éditions, exceptées celles dites fun, (Unglued, Unhinged Unstable et Unfinity) ; c'est le format qui comprend le plus d'éditions avec le Vintage. Depuis quelques années, il y a de plus en plus de tournois Legacy, plus accessibles aux joueurs de salon puisque toutes les éditions sont permises et que beaucoup des cartes les plus coûteuses sont bannies.

#### Modern
Format créé en 2011, Il autorise toutes les éditions depuis la 8e édition de base, soit toutes les cartes avec un « design récent », d'où le nom de Modern (à l'exception des cartes « décalées dans le temps » du bloc Spirale Temporelle, rééditions d'anciennes cartes, qui sont autorisées bien qu'elles soient avec leur ancien design). Comme le Vintage et le Legacy, le Modern n'est pas soumis aux rotations : les éditions légales le restent indéfiniment. Une liste de cartes interdites de par leur puissance a été établie.

#### Pioneer
Format créé en 2019 comme intermédiaire entre le Modern et le Standard. Il autorise les extensions régulières depuis Retour sur Ravnica (automne 2012) et les éditions de base depuis Magic 2014 (été 2013) .

#### Standard
Anciennement appelé « Type 2 », il limite depuis ses débuts jusqu'à courant 2019 les éditions autorisées aux deux derniers blocs (même si un seul set du dernier bloc est sorti) et leurs éditions de base correspondantes. Ce format comporte de ce fait entre 5 et 8 sets au fil des sorties de ces derniers. Certaines cartes peuvent être bannies en standard. À partir de l'automne 2015, les blocs devaient n'être chacun composés que de deux sets. Il n'y a plus de nouvelle édition de base (celle de 2015 étant la dernière). Cette décision fut par la suite annulée, et le format Standard tourne de nouveau avec entre cinq et huit sets au fil des sorties de ces derniers. En mai 2023, il est décider de prolonger le format standard en passant d'un format contenant les extensions des deux dernières années à un format contenant celles des trois dernières années. Pour ce faire il n'y a pas eu de rotation en 2023. Cette décision a été prise afin d'augmenter le nombre de joueur de standard en boutique. En septembre 2023,format standard est composé des extensions: Innistrad : Chasse de Minuit, Innistrad : Noce Écarlate, Kamigawa la Dynastie Néon, Les Rues de la Nouvelle Capenna, Dominaria Uni, La Guerre Fratricide, Tous Phyrexians, l'Invasion des Machines, l'Invasion des Machines: le jour d'après et Les Friches d'Eldraine.

#### Pauper
Format officialisé en 2019. Seules les cartes de rareté commune sont autorisées. Elles peuvent provenir de n'importe quelle édition ou extension du jeu. Il existe une liste de cartes bannies.

#### Limité
Anciennement appelé « Type 3 », il est utilisé notamment à la sortie d'une nouvelle extension ou édition pour permettre aux joueurs de découvrir les nouvelles cartes. Dans ce format, les joueurs ne viennent pas avec un jeu déjà préparé, mais ils constituent leur jeu en début de tournoi à partir de cartes réparties équitablement entre les participants. Il existe deux principaux sous-types au limité :
- le booster draft où les joueurs ouvrent des boosters, prennent une carte et font tourner les boosters en prenant une carte à chaque fois, puis construisent un deck avec les cartes ainsi récupérées ;
- et le paquet scellé où les joueurs reçoivent six boosters chacun (parfois cinq en GP) pour se construire un deck avec un minimum autorisé de 40 cartes.

### Variantes et formats alternatifs
- Si vous ne connaissez pas le sujet, laissez ce bandeau (vous pouvez alors contacter les auteurs).
- Si vous supprimez le contenu mis en cause (vous pouvez préalablement contacter les auteurs),

argumentez précisément cette suppression dans la page de discussion
(un manque de référence n'est pas un argument ; une recherche réelle de référence doit avoir été effectuée, être formellement documentée).
D'autres variantes ou formats, en marge du jeu classique, ont également vu le jour. Souvent définis comme étant « fun » ou « casual », ils permettent de jouer de manière décontractée et sans enjeu (hors mises). Il existe néanmoins des tournois de certaines variantes populaires comme le Commander (tournois non homologués par la DCI).
Voici une liste non exhaustive de ces formats alternatifs :
- Jeu à mises (les premières éditions de Magic contenaient des cartes d'influence sur les mises, ou qui permettaient de prendre des cartes à l'adversaire)
- Vanguard (officialisé par Wizards en 1997)
- Troll à deux têtes (officialisé par Wizards en 2005)
- Empereur (officialisé par Wizards en 2005)
- Planechase (officialisé par Wizards en 2009)
- Archenemy (officialisé par Wizards en 2010)
- Commander (appelé EDH pour Elder Dragon Highlander avant son officialisation par Wizards en 2011)
- Duel Commander (version compétitive et 1V1 du Commander EDH)[71].
- Conspiracy (officialisé par Wizards en 2014)
- 3 Cards
- 5 PV
- Deckshift
- Highlander
- Le combat des peuples (mélange de Magic et de conquête de territoire)
- Momir Basic
- Old School 93/94
- Peasant
- Solomon Draft
- Tiny Leaders
- Wagic ; Cube ; Lion

#### Formats Commander multi et Duel Commander (cEDH)
Depuis plusieurs années, le format Commander gagne en popularité parmi les joueurs de Magic partout dans le monde, supplantant souvent celles des formats classiques (Modern, Legacy, Standard...). Un format popularisé notamment par sa possibilité de jeu multijoueur, là où les formats classiques se jouent surtout seulement en 1v1.
Un engouement que Wizards of the Coast a largement accompagné en proposant depuis plusieurs années plusieurs decks Commander préconstruits à chaque sortie de nouvelle édition, depuis la sortie de "Ikoria, la Terre des Béhémoths", au printemps 2020. Des decks Commander proposés qu'il s'agisse d'édition ordinaires ou de sorties spéciales, comme les partenariats avec Warhammer 40 000, Le Seigneur des Anneaux ou encore Fallout. Auparavant, WotC proposait seulement ponctuellement des decks Commander, essentiellement avec une édition annuelle dédiée ("Commander 2017", "Commander 2018"...).
En 2024, un autre signe majeur de l'importance du format Commander est l'arrivée du Duel Commander sur Magic Online (MTGO), l'une des deux plateformes digitales officielles pour jouer à Magic, avec MTG Arena. Un changement qui devrait encore plus "rendre compétitif le format" selon Val & PL, deux experts français du jeu travaillant régulièrement avec WotC.

## Les programmes de tournois
Il existe différents programmes de tournois pour les différents niveaux d'implication dans le jeu. Tous les programmes officiels de tournois permettent aux joueurs de gagner des cartes promotionnelles et des points au classement DCI. Les meilleurs joueurs au classement DCI sont automatiquement qualifiés pour les championnats nationaux et le championnat du Monde :
- les tournois qualificatifs (PTQ) permettent de se qualifier pour un Pro Tour ;
- les Grand Prix sont des tournois ouverts à tous où les joueurs peuvent gagner de l'argent. Les seize premiers sont qualifiés pour le prochain Pro Tour ;
- les Pro Tour sont des tournois dotés avec plus de 200 000 dollars à gagner, limités aux joueurs qualifiés et à ceux qui possèdent suffisamment de points Pro pour participer ;
- le championnat du monde regroupait tous les ans des joueurs de cinquante pays différents, qualifiés lors des championnats nationaux, pendant les Pro Tour ou par leur classement mondial. Le Championnat du monde 2006 s'est déroulé en décembre au Carrousel du Louvre à Paris, celui de 2007 a eu lieu à New York ;
- le Magic: the gathering World Championship est un tournoi annuel qui regroupe les seize meilleurs joueurs du monde ;
- la World Magic cup est un tournoi annuel où les joueurs participent en équipe représentant leur pays. Les joueurs jouent leurs parties individuellement, et doivent se qualifier pour participer ;
- les World Magic Cup Qualifiers permettent de se qualifier pour la World Magic Cup ;
- avant-premières et sorties d’extensions : ce sont des tournois qui permettent de découvrir les nouvelles cartes d’une extension en jouant. Les deux formats de tournois sont le paquet scellé et le booster draft. Les avant-premières ont lieu une semaine avant la sortie officielle d'une extension ;
- les Friday Night Magic (FNM), tournois avec une ambiance conviviale organisés tous les vendredis soir (parfois le samedi soir) dans des points de vente spécialisés ;
- les side events : mini tournois qui se déroulent lors d'événements majeurs comme les Pro Tour ou les Grand Prix. Les Side events restent des tournois conviviaux et permettent de découvrir l'ambiance des grands tournois ;
- les Gateway remplacent la ligue Arena dans les boutiques ; ce sont des tournois locaux qui se déroulent selon le bon vouloir des boutiques qui les organisent.

Le 6 décembre 2018, Wizards of the Coast annonce la création de la Magic Pro League, un tournoi de 32 joueurs sélectionnés pour leurs performances en tournois,.

## Classification des decks
Les decks sont classifiés via deux termes, le premier terme désigne la couleur, la guilde ou l'éclat, le second le type de fonctionnement.

### Guilde/Clans
Le bloc Ravnica  a introduit la notion de guilde en regroupant deux couleurs, par exemple un deck blanc bleu, sera désigné comme un deck 'Azorius'.
La liste est la suivante :
- Azorius : blanc/bleu ;
- Dimir : bleu/noir ;
- Rakdos : rouge/noir ;
- Gruul : rouge/vert ;
- Selesnya : vert/blanc ;
- Orzhov : blanc/noir ;
- Izzet : bleu/rouge ;
- Golgari : noir/vert ;
- Boros : rouge/blanc ;
- Simic : vert/bleu.

Le bloc Alara  a introduit des désignations des decks à trois couleurs, avec une couleur principale et deux secondaires :
- Bant : blanc + vert/bleu ;
- Esper : bleu + blanc/noir ;
- Grixis : noir + bleu/rouge ;
- Jund : rouge + noir/vert ;
- Naya : vert + rouge/blanc.

Le bloc Tarkir  a introduit d'autres combinaisons, avec toujours une couleur principale et deux secondaires :
- Abzan : blanc + noir/vert ;
- Jeskaï : bleu + rouge/blanc ;
- Sultaï : noir + vert/bleu ;
- Mardu : rouge + blanc/noir ;
- Temur : vert + bleu/rouge.

### Fonctionnement
- Si vous ne connaissez pas le sujet, laissez ce bandeau (vous pouvez alors contacter les auteurs).
- Si vous supprimez le contenu mis en cause (vous pouvez préalablement contacter les auteurs),

argumentez précisément cette suppression dans la page de discussion
(un manque de référence n'est pas un argument ; une recherche réelle de référence doit avoir été effectuée, être formellement documentée).
Il existe ensuite une classification de decks à partir de leur fonctionnement. Assez subjective, elle ne relève pas de règles officielles mais découle de l'expérience des joueurs et beaucoup de decks pourront entrer dans plusieurs catégories. Néanmoins, on peut relever les plus classiques :
- les decks aggro (ou « agressifs ») sont basés sur des créatures qui peuvent tuer l'adversaire en attaquant. On distingue parmi les decks aggro les « weenies » qui ne comprennent que des petites créatures (maximum trois ou quatre manas) mais en grand nombre ;
- les decks contrôle sont basés sur des cartes qui ralentissent le développement du deck adverse, c'est-à-dire des anti-créatures, des contresorts et des sorts qui obligent à défausser (Colère de Dieu, Retour au pays, Contresort, Force de Volonté, Mana Drain, Mutilation, Contrainte), et des cartes qui atteignent directement ses points de vie, une fois que la partie est avancée (Psychatog, Morphelin, Ange exalté, Colosse de sombracier, Éveil brusque, Dent et Ongle). Ces decks sont lents à mettre en place et ils peuvent avoir du mal à supporter les decks jouables rapidement comme les decks aggro ;
- les decks combo sont basés sur des cartes qui tirent leur efficacité en étant combinées entre elles (ex : Donation et Illusions de grandeur). En général, ils peuvent gagner très rapidement selon le tirage des cartes (plus rapidement que les decks aggro), mais sont sensibles à toute forme de contrôle ;
- les decks midrange sont à mi-chemin entre l'aggro et le contrôle. C'est un mélange qui utilise des cartes aggro, des cartes contrôle, et des cartes qui ne sont ni aggro ni contrôle comme fourbes de cuisine. Leur optique : attaquer l'adversaire avec des créatures presque comme dans aggro, en gérant le champ de bataille de façon comparable à contrôle et possède un combo qui ne fait pas forcément gagner d'un coup et dont ils peuvent se passer pour gagner ;
- les decks casse-terrains qui détruisent les terrains de l'adversaire ;
- les decks blast ou burn qui s'attaquent directement aux points de vie de l'adversaire sans utiliser des créatures avec des cartes comme « Foudre », « Choc » ou « Hache de lave » ;
- les decks meule qui vident la bibliothèque de l'adversaire avec des cartes comme Aperçu de l'inimaginable, Meule, utilisant le fait que si un joueur doit piocher une carte mais n'a plus de carte sans sa bibliothèque, il perd la partie ;
- les decks réanimation qui consistent à mettre des cartes de sa bibliothèque au cimetière grâce à des sorts comme enterré vivant et de faire « remonter en jeu » de grosses créatures grâce à des sorts tels que réanimer sans payer le coût d'invocation ;
- les decks lock ou tempo , une variante du contrôle qui vise à bloquer le jeu de l'adversaire et à rendre son propre jeu intouchable, en gagnant par exemple énormément de point de vie ;
- les decks ramp, qui consistent à poser beaucoup de petites cartes qui donnent du mana comme noble hiérarche, oiseau de paradis ou mystique elfe pour poser des grosses créatures tôt dans la partie.

Un deck blanc/bleu avec des contre-sorts et un jeu plutôt lent, votre deck sera classifié : Azorius contrôle.
Si vous jouez vert/rouge avec des créatures, vous serez Gruul aggro ou Gruul midrange.
Enfin on trouve parfois dans la désignation le nom d'une carte précise, clé du deck, une carte légendaire souvent.

### Decks célèbres
Certains decks en particulier sont très célèbres, au point d'être devenus des quasi-archétypes.
Les decks présentés ci-dessous font ou faisaient (à la suite du bannissement de certaines cartes) partie des formats Legacy ou Modern. Bon nombre de decks se sont fait connaître dans le format Standard, mais ils ne seront pas mentionnés ici de par leur nombre :
- le Deck Omnishow, un jeu combo en Legacy basé sur une combinaison de deux cartes, Show and tell et Omniscience, permettant de jouer tous ses sorts sans devoir payer de mana. Le deck utilise généralement Emrakul, Déchirure des Eons, qui profite pleinement de ses capacités (principalement un tour supplémentaire). Le deck se joue aussi sur la carte Descente dans l'Infini, permettant de piocher tout le deck, et donnant ainsi accès à toutes les possibilités offertes par ce dernier, dont généralement celle d'utiliser un Souhait rusé pour aller chercher un finisseur qui se trouve dans la réserve ;
- le deck Punishing Jund, un jeu tricolore rouge-noir-vert, qui est un middrange, possédant un plan de jeu récursif concentré sur la carte Feu punitif, et utilisant des sorts de défausse comme Hymn to tourach, Saisie des pensées ; le jeu est soutenu par de puissantes créatures telles que Tarmogoyf, Shamane ritemort, Obscur confident, Elfe aux Nattes sanguinolentes. Cette stratégie se complétant avec un arpenteur surpuissant : Liliana du voile permettant de frapper très fort tout en générant beaucoup de card advantage ;
- le White weenie, un deck aggro blanc qui pose beaucoup de créatures peu coûteuses en jeu (Lions des savanes, Chevalier blanc...) puis les rend plus puissantes avec des effets d'amplification (Croisade), retire les créatures adverses de la partie (Retour au pays, Exil). En son temps, le White weenie classique a été très efficace contre les decks noirs grâce à des créatures bénéficiant de la protection contre cette couleur ;
- les decks UrzaTron basés sur les trois terrains d'Urza, Tour d'Urza, Mine d'Urza et Centrale énergétique d'Urza pour générer beaucoup de mana rapidement. La version bleue contrôle la partie jusqu'à avoir les trois terrains pour poser une carte qui finit la partie, alors que la version verte-rouge va chercher les terrains le plus rapidement possible pour poser une menace tout aussi rapidement. Les menaces les plus courantes sont Karn libéré pour la version verte-rouge et Esclavagiste d'âme en combo avec les Ruines de l'académie pour la version bleue ;
- le deck Pod qui se sert de la Cosse de gestation (Birthing Pod en VO) comme moteur pour avoir de meilleurs créatures. La version « Melira Pod » cherche à finir la partie à l'aide d'un combo de sacrifice infini composé du Voyant de viscères, de Melira, proscrite sylvoke et de Fourbes de cuisine ou Bonnet-rouge meurtrier ;
- le deck Splinter twin dont le but repose sur le fait de placer une infinité de jetons dès le tour 4 et faisait pratiquement gagner à coup sûr. La carte maîtresse du deck, Jumeau par scission (Splinter twin en VO) ayant été bannie en janvier 2016, le deck s'est trouvé grandement affaibli même si des alternatives existent encore pour le faire fonctionner, comme la créature Kiki-Jiki, brise-miroir ;
- les decks Stacks sont basés sur une tactique limitant le nombre de cartes que peuvent jouer les joueurs, à ne pas confondre avec les decks « Prison » empêchant l'adversaire de jouer ;
- le deck Madness UG qui a refait surface à la sortie de Vengeliane a entraîné le bannissement de Survie du plus apte en Legacy et n'est plus joué depuis ;
- le deck Affinity est basé sur des artefacts ayant la capacité Affinité et sur la carte Dévastateur Entravarc. La puissance de ce deck en tournois a même engendré certains bannissements comme la carte Disciple du caveau, qui ne l'est cependant plus dans le format Legacy, ainsi que celle de Pincecrâne et des cinq terrains-artefacts, Ancienne tanière, Siège du Synode, Caveau des chuchotements, Grand fourneau et Arbre des récits ;
- le deck Ondins dont le but repose sur le fait de placer d'innombrables Ondins qui baisseront rapidement les points de vie de l'adversaire, tout en possédant à côté de cela énormément de contresorts (Force of Will, Hébétude) ;
- le deck Elfes, un deck agressif qui produit rapidement beaucoup de mana et inonde le terrain de créatures à faible coût et de jetons. Sa version Elfball qui intègre quelques combos est la plus connue ;
- le deck StoneBant, tricolore, comprenant des contresorts du style Force of will, des anti-créatures tels Retour au Pays ou Chemin vers l'Exil, ainsi que des créatures comme Chevalière du reliquaire, Mystique forge-pierre qui ira généralement chercher un artefact tel que Battecrâne ou Jitte d'Umezawa ;
- le Deck Tempo Thresh qui emploie une stratégie basée sur le blocage de mana de l'adversaire (mana denial) avec des éléments comme Wasteland, Asphyxie, et qui bat l'adversaire avec des créatures comme Mangouste agile, Sondeur de secrets et Tarmogoyf, et joue également des sorts de dégâts directs comme Foudre ;
- le deck Dredge, dont la variante la plus connue est appelée « Narcobridge », qui repose sur la mise au cimetière de la majeure partie des cartes de son propre deck et du sacrifice de créatures afin de déclencher les effets de « Dragage » de certaines cartes, de la Narcoamibe, du Pont des Enfers ainsi que de Retour de l'Effroi, réanimant une créature qui fera généralement gagner. La puissance de ce deck a poussé de nombreux joueurs à ajouter des anti-cimetières dans leur réserve ;
- le deck Ad Nauseam – Tendrils, couramment dénommé « Ant », dont le but est de jouer Ad Nauseam au tour 1 ou 2 grâce à des accélérateurs de mana, puis de jouer un maximum de sorts pour tuer l'adversaire avec le déluge de Vrilles d'angoisse. On notera aussi une autre combo dans certaines versions du deck : la synergie entre Précepteur infernal et Diamant de l'œil du lion, permettant d'aller chercher une carte dans la bibliothèque pour peu cher, et ajoutant du mana à la réserve pour la jouer. Depuis l'extension Les friches d'Eldraine, il est commun d'employer Implorer le miroir afin d'assurer la consistance du deck ;
- les decks Death's Shadow sont basés sur la créature éponyme qui grandit quand le total de point de vie de son contrôleur baisse, et des sorts comme Saisie des pensées ainsi que Rage de bataille temurienne qui permettent de déranger le plan de jeu adverse avant de tuer très rapidement. Il existe beaucoup d'itérations du concept, principalement en format Modern mais aussi en format Legacy ;
- les decks *** – Oath sont basés sur Oath of Druid et une ou deux autres créatures ***, qu'on jouera « gratuitement » et qui varieront selon la version (un deck nommé Tidespout - Oath, par exemple, jouera Tidespout Tyran comme créature). Pour être sûr que l'adversaire a plus de créatures que nous, le deck utilise des Cerisaie interdite. Ce deck est propre au format Vintage. Les variantes actuelles jouent avec des créatures telles que « Iona, Bouclier d'Émeria », ou encore « Emrakul, Déchirure des Éons ».

## Adaptation

### Jeux vidéo
- Magic : L'Assemblée (sorti le 28 février 1997)
- Magic: The Gathering - Spells Of The Ancients : extension pour Magic: The Gathering (sorti le 20 septembre 1997)
- Magic: The Gathering - BattleMage : extension stand alone de Magic: The Gathering (sorti en 1997)
- Magic: The Gathering - Duels des Arpenteurs (sorti le 31 janvier 1998)
- Magic: The Gathering Online (sorti le 14 juin 2002)
- Magic: The Gathering : Battlegrounds (sorti le 21 novembre 2003 sur Xbox et sur PC)
- Magic: The Gathering : Duels of the Planeswalkers (sorti le 17 juin 2009 sur Xbox 360 via le Xbox Live Arcade, le 15 juin 2010 sur PC, et le 22 décembre 2010 sur PlayStation 3 via le PlayStation Network)
- Magic : The Gathering : Tactics (sorti sur PC le 20 janvier 2011)
- Magic : The Gathering : Duels of the Planeswalkers 2012 (sorti le 15 juin 2011 sur Xbox 360 via le Xbox Live Arcade, sur PC et sur PlayStation 3 via le PlayStation Network)
- Magic : The Gathering : Duels of the Planeswalkers 2013 (sorti le 20 juin 2012 sur Xbox 360 via le Xbox Live Arcade, sur PC, sur PlayStation 3 via le PlayStation Network, et sur iPad)
- Magic : The Gathering : Duels of the Planeswalkers 2014 (sorti le 26 juin 2013 sur Xbox 360 via le Xbox Live Arcade, sur PC, sur PlayStation 3 via le PlayStation Network, sur iPad, et sur Android)
- Magic 2015 - Duels of the Planeswalkers (sorti le 16 juillet 2014 sur Xbox 360 via le Xbox Live Arcade, sur PC, sur PlayStation 3 via le PlayStation Network, sur iPad, et sur Android
- Magic Duels (sorti le 29/07/2015 sur PC), également disponible sur iPad, iPod, et Xbox One, et annoncé sur PlayStation 4.
- Magic Arena (sorti le 26 septembre 2019 sur PC, Mac le 25 juin 2020, Android et IOS le 24 mars 2021).
- Magic: Legends (béta fermé en 2020 sur PC, Xbox One et PlayStation 4)[81].

#### Jouer à Magic sur internet
Il existe plusieurs moyens de jouer à Magic sur Internet :
- MTGO : la version officielle de Magic : l'Assemblée sur Internet. Il est possible d'acheter des cartes (virtuelles), de créer ses decks, puis de jouer en ligne. On retrouve des cartes de MTGO sur eBay[82].
- MTG Arena est la nouvelle version en développement de Magic : l'Assemblée sur Internet. L'annonce a été faite le 7 septembre 2017 avec une première démonstration en version Alpha[83].
- MTG Duel of the Planeswalkers l'autre version officielle de Magic : l'Assemblée sur Internet. C'est une version « simplifiée » du même MTGO qui est disponible aussi bien sur PC que sur Xbox 360[84].
- Magic Duels. Jeu proche de la version MTG Duel of the Planeswalkers, davantage conçue pour les nouveaux joueurs. Il n'y a quasiment aucune carte présente existant avant l'extension Magic Origines, et le nombre d'exemplaires des cartes est limité selon la rareté de ces dernières (une de chaque carte mythique, deux de chaque rare, trois de chaque incommune, et toujours quatre de chaque commune par deck).
- MagicWorkstation : shareware indépendant permettant le jeu à deux joueurs sur Internet. Un serveur est mis à disposition pour que deux joueurs puissent se rencontrer.
- GCCG : programme open source développé indépendamment pour la collection et le jeu avec des cartes virtuelles à collectionner. Permet de jouer à deux, trois ou quatre joueurs à Magic, de jouer avec des produits scellés ou de faire des drafts. Ici l'argent est virtuel, et se gagne en jouant des parties.
- Apprentice : un petit programme léger, permettant de jouer à Magic par Internet, et ce avec n'importe quel deck.
- Cockatrice : un programme open source, totalement gratuit et indépendant, permettant de jouer en ligne ou en local. Aucune monnaie virtuelle, toutes les cartes sont accessibles directement.
- MOGG : un site indépendant pour jouer à Magic avec n'importe qui et n'importe quelle carte (pas de monnaie virtuelle).

### Série TV
En juin 2019, Variety a rapporté que Joe et Anthony Russo, Wizards of the Coast et Entertainment One de Hasbro se sont associés à Netflix pour une série télévisée animée Magic: The Gathering. En juillet 2019, au Comic-Con de San Diego, les Russo ont révélé le logo de la série animée et ont parlé de faire une série en live-action Lors de l'événement virtuel Magic Showcase en août 2021, ils ont révélé que Brandon Routh serait la voix de Gideon Jura, et que la série serait lancée en 2022[réf. nécessaire].
Depuis les freres Russo se sont séparés du projet et la production a été confié à Jeff Kline c'est également le cas de Henry Gilroy et Jose Molina qui auraient dû travailler en tant que scénariste et co-showrunner

### Cinéma
En janvier 2014, la 20th Century Fox a acquis les droits de production d'un film Magic : The Gathering avec Simon Kinberg comme producteur et TSG Entertainment (son partenaire de cofinancement), et Allspark Pictures comme cofinanceurs, après qu'Universal Pictures ait prétendument abandonné le film dans son calendrier (Universal et Hasbro avaient développé le film original Magic : The Gathering depuis 2009). En juin 2014, la Fox a engagé le scénariste Bryan Cogman pour écrire le scénario du film. En 2019, à la suite de l'acquisition par Disney des actifs de 21st Century Fox, le film, ainsi que de nombreuses autres propriétés en développement chez Fox, ont été annulés.

### Romans
- Voir aussi: la liste des romans Magic: the gathering

L'éditeur américain Harper Prism avait à l'origine une licence exclusive pour produire des romans pour Magic : The Gathering, et a publié dix livres entre 1994 et 1996. Ces romans sont publiés en français chez Fleuve Noir. Vers 1997, la licence est revenue à Wizards, et la société a publié ses propres romans à partir de 1998. Plusieurs de ces romans paraissent en français aux éditions Bibliothèque Interdite.

### Comics
- Voir aussi: le multivers Magic: The Gathering - la liste des comics

En 1994, Wizards of the Coast a accordé une licence exclusive à Armada Comics, une marque d'Acclaim Entertainment, pour publier des bandes dessinées. Les bandes dessinées n'ont pas été développées de concert avec le jeu et ont été créées avec des idées divergentes du jeu. Cependant, "une grande partie de l'histoire établie" par Armada Comics a été "la base sur laquelle le reste de la continuité a été construit. [...] Certains détails ont changé (ou ont été "retcon", dans le langage populaire des fans), mais pour la plupart, le cœur de ces histoires est resté le même". La bande dessinée s'est arrêtée brusquement en 1996 lorsque Acclaim a commencé à avoir des problèmes financiers. En 1998, une nouvelle série limitée de quatre numéros est publiée par Dark Horse,. Seule une partie des bandes dessinées d'Acclaim et de Dark Horse paraît en français.
En septembre 2011, Hasbro et IDW Publishing se sont accordés pour réaliser une mini-série de quatre numéros sur Magic : L'Assemblée avec une nouvelle histoire mais fortement basée sur des éléments de MTG et avec un nouveau Planeswalker appelé Dack Fayden, dont l'histoire se développe principalement dans les plans de Ravnica et Innistrad. La série a débuté en février 2012. En France seulement les 2 premiers tomes de cette série seront édités en 2013 et 2014 pour le tome 2 chez Panini comics sous le label 100% fusion En 2018. En 2018 une mini-série de quatre numéros sur le Planeswalker Chandra Nalaar est sortie. Seulement 1 tome de cette série sera édité en France chez HI Comics. Une suite de la mini-série a été annoncée en 2019,cependant, elle a été annulée avant sa publication.
En janvier 2021, Boom ! Studios a acquis la licence BD de Magic : l'Assemblée et a annoncé une nouvelle série Magic pour avril 2021,.

### Manga
Une série manga en partenariat avec Wizards of the Coast, Destroy All Humans. They Can't Be Regenerated., est prépubliée dans le magazine Monthly Shōnen Ace depuis le 26 novembre 2018 et publié en un total de 18 volumes reliés.

## Récompenses
Cette section ne s'appuie pas, ou pas assez, sur des sources secondaires ou tertiaires indépendantes du sujet. Le texte peut contenir des analyses inexactes ou inédites de sources primaires.
Pour l'améliorer, ajoutez-en, ou placez des modèles {{Source secondaire souhaitée}} ou {{Source secondaire nécessaire}} sur les passages mal sourcés. (août 2024)
- 1993: Origins Award Best Fantasy or Science Fiction Board game et Best Graphic Presentation of a Board game
- 1994: gagnant du Mensa Select Mind Games
- 1994: Origins Award pour l'extension Legends comme meilleur accessoire de jeu
- 1995: Deutscher Spiele Preis prix spécial pour une nouvelle mécanique de jeu
- 1995 : lauréat du prix du Gioco dell'Anno de l'Italian Gaming Society.
- 1996 : Prix Super As d'Or du "Meilleur concept et genre de jeu introduit en France".
- 1997 : InQuest Fan Award de la meilleure extension de jeu de cartes à collectionner pour l'extension Aquilon (ou Weatherlight en version originale).
- 1998 : Origins Award pour l'extension Urza's Saga en tant qu'extension de jeu de cartes à collectionner de l'année.
- 1999 : Intronisé aux côtés de Richard Garfield dans le Hall of Fame des Origins.
- 2003 : Games Magazine le sélectionne pour son Games Hall of Fame[98]
- 2005 : Origins Award pour l'extension Ravnica : La cité des Guildes comme extension de jeu de cartes à collectionner de l'année.
- 2009 : Origins Award pour l'extension Éclats d'Alara en tant qu'extension de jeu de cartes à collectionner de l'année.
- 2012 : Origins Award pour l'extension Innistrad en tant qu'extension de jeu de cartes à collectionner de l'année.
- 2015 : Origins Award pour l'extension Les Khans de Tarkir comme meilleur jeu de cartes à collectionner de l'année.
- 2019 : Intronisation du jeu au National Toy Hall of Fame américain

Plusieurs autres personnes, dont Richard Garfield et Donato Giancola, ont reçu des prix personnels pour leur contribution à Magic: The Gathering

## Analyses
Anne Besson, dans un ouvrage sur le genre de la fantasy, indique que les années 1990 voient ce genre se développer sur deux nouveaux supports : d'un côté les jeux vidéo, de l'autre les jeux de cartes avec Magic : l'Assemblée. Jacques Baudou parle de Magic comme du plus connu des « jeux de cartes à univers » au sein d'un genre, la fantasy, qui entretient selon lui des relations étroites avec le domaine ludique, illustrées également par Donjons et Dragons, le premier jeu de rôle sur table. Le jeu est resté célèbre pour avoir inventé le genre du jeu de cartes à collectionner, et pour le succès important et durable qu'il a rencontré,. Selon David Peyron, Magic : l'Assemblée fait partie de la culture geek qui se développe à partir des années 1960-1970. Peyron resitue Magic dans un ensemble de pratiques qui consistent à « créer des mondes très riches tout en leur donnant un aspect pulp et ludique, avec des règles qui servent à simuler mathématiquement le fonctionnement de l'univers », pratiques parmi lesquelles il range également les jeux de rôle sur table et les livres-jeux, bientôt prolongés par les jeux vidéo.

### Complétude au sens de Turing
En 2019, des chercheurs mettent en évidence un combo permettant de créer une machine de Turing. Magic : l'Assemblée est donc un jeu Turing complet, c'est-à-dire capable d'être « programmé » pour effectuer n'importe quelle tâche informatique. Cela a pour conséquence qu'une stratégie gagnante n'est pas calculable.